# 布兰维尔-克勒翁
布兰维尔-克勒翁（法語：Blainville-Crevon，法語發音：[blɛ̃vil kʁəvɔ̃]）是法国诺曼底大区滨海塞纳省的一个市镇，属于鲁昂区。该市镇于1822年由原市镇布兰维尔（Blainville）和克勒翁（Crevon）合并而成。1826年，圣阿尔努叙里（Saint-Arnoult-sur-Ry）并入该市镇。

## 地理
布兰维尔-克勒翁（49°30'12"N, 1°18'3"E）面积14.8 平方千米，位于法国诺曼底大区滨海塞纳省，该省份为法国北部沿海省份，其西部及北部濒大西洋英吉利海峡，东起顺时针与索姆省、瓦兹省、厄尔省和卡爾瓦多斯省接壤。
与布兰维尔-克勒翁接壤的市镇（或旧市镇、城区）包括：卡特奈、格兰维尔叙里、隆格吕、莫尔尼拉波姆赖、里村、圣艾尼昂叙里、圣日耳曼德塞苏尔、拉维约吕。
布兰维尔-克勒翁的时区为UTC+01:00、UTC+02:00（夏令时）。

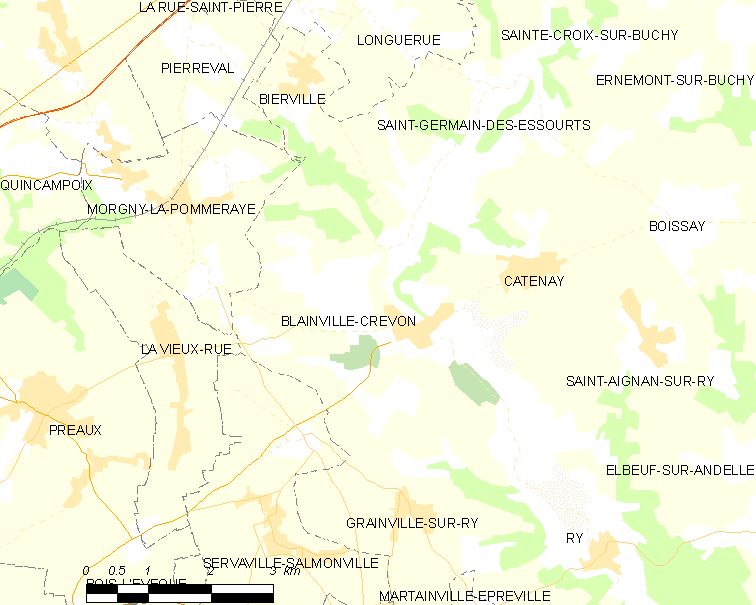
布兰维尔-克勒翁的OSM定位图

## 行政
布兰维尔-克勒翁的邮政编码为76116，INSEE市镇编码为76100。

## 政治
布兰维尔-克勒翁所属的省级选区为勒梅尼勒埃纳尔县。

## 人口

1962-2008年间布兰维尔-克勒翁人口变化图示

布兰维尔-克勒翁于2022年1月1日时的人口数量为1227人。

## 人物
法国艺术家马塞尔·杜尚和苏珊·杜尚兄妹出生于此。